# Luiz Carlos Saldanha
Luiz Carlos de Barros Saldanha (Rio de Janeiro, 1943) é um cineasta, diretor de fotografia e ator brasileiro. Dentre seus principais trabalhos como diretor de fotografia, está o filme Câncer, de Glauber Rocha.
Em 1978, dirigiu a obra Raoni, em parceria com o belga Jean-Pierre Dutilleux, vencedor do Kikito de melhor filme no Festival de Gramado e indicado ao Oscar de melhor documentário de longa-metragem